# パシフィック・クレスト・トレイル
パシフィック・クレスト・トレイル（Pacific Crest Trail、略称PCT）は、アメリカ合衆国の長距離自然歩道。アパラチアン・トレイル、コンチネンタル・ディバイド・トレイルと並ぶ、アメリカにおける三大長距離自然歩道のひとつ。

## 概要
PCTはアメリカ＝メキシコ国境からアメリカ＝カナダ国境まで、アメリカ西海岸を南北に縦走する。カリフォルニア州内の山地 —— ラグナ山脈（en:Laguna Mountains）、サンジャシント山脈、サンバーナディーノ山脈、サン・ガブリエル山脈（en:San Gabriel Mountains）、リーブル山地（en:Liebre Mountains）、テハチャピ山地、シエラ・ネバダ山脈を、オレゴン州・ワシントン州ではカスケード山脈を越え、その総延長は4000キロメートル以上に達する。
パシフィック・クレスト・トレイルという名は、クリントン・C・クラークによって1932年に与えられたものだが、1968年の国立トレイル・システム法（w:en:National Trails System Act of 1968）までは公式の名称ではなかった。

## スルー・ハイキング（thru-hiking）
この種のアメリカ自然歩道の全区間を1シーズン内に歩き切ることをスルーハイキング（thru-hiking）と呼ぶ。毎年、おおよそ300人ほどの人々が、トレイルを最初から最後まで全区間を歩くことに挑戦する。この挑戦者たちをスルーハイカー（thru-hiker）と呼ぶ。この旅には4ヶ月から6ヶ月を要し、成功を収めるのは6割ほどである。ほとんどのスルーハイカーは、メキシコ国境から出発し、初雪が降る前に北端に到着することを目指す。途上の食糧補給のために、道沿いの町に郵便などで荷物を送るのが普通である。
PCTの最初のスルーハイキングに成功したのは、1970年、18歳のエリック・ライバック（Eric Ryback）とされている。しかし、この業績には不正が行われたのではないかという疑惑がもたれており、今日でも議論の的である。
PCTのスルーハイキングを成し遂げた、確実に確認された最初の人物は、リチャード・ワトソン（Richard Watsoon）である。ワトソンはまた、北向きの行程を最初にとったスルーハイカーでもある。ワトソンは1972年9月1日、スルーハイキングを達成した。スルーハイキングを達成した最初の女性はメアリー・カーステンズ（Mary Carstens）である（1972年）。
PCTの全区間を南北両方向で一度でスルーハイキングした最初の人物は、スコット・ウイリアムソン（Scott Williamson）である。
ウイリアムソンは、2004年11月、4度目の挑戦にしてついに成功を収めた。ウイリアムソンは197日間に約8528キロメートル（5300マイル）を踏破したが、これは1日平均56～64キロメートル（35～40マイル）を歩いたことになる。

## ギャラリー

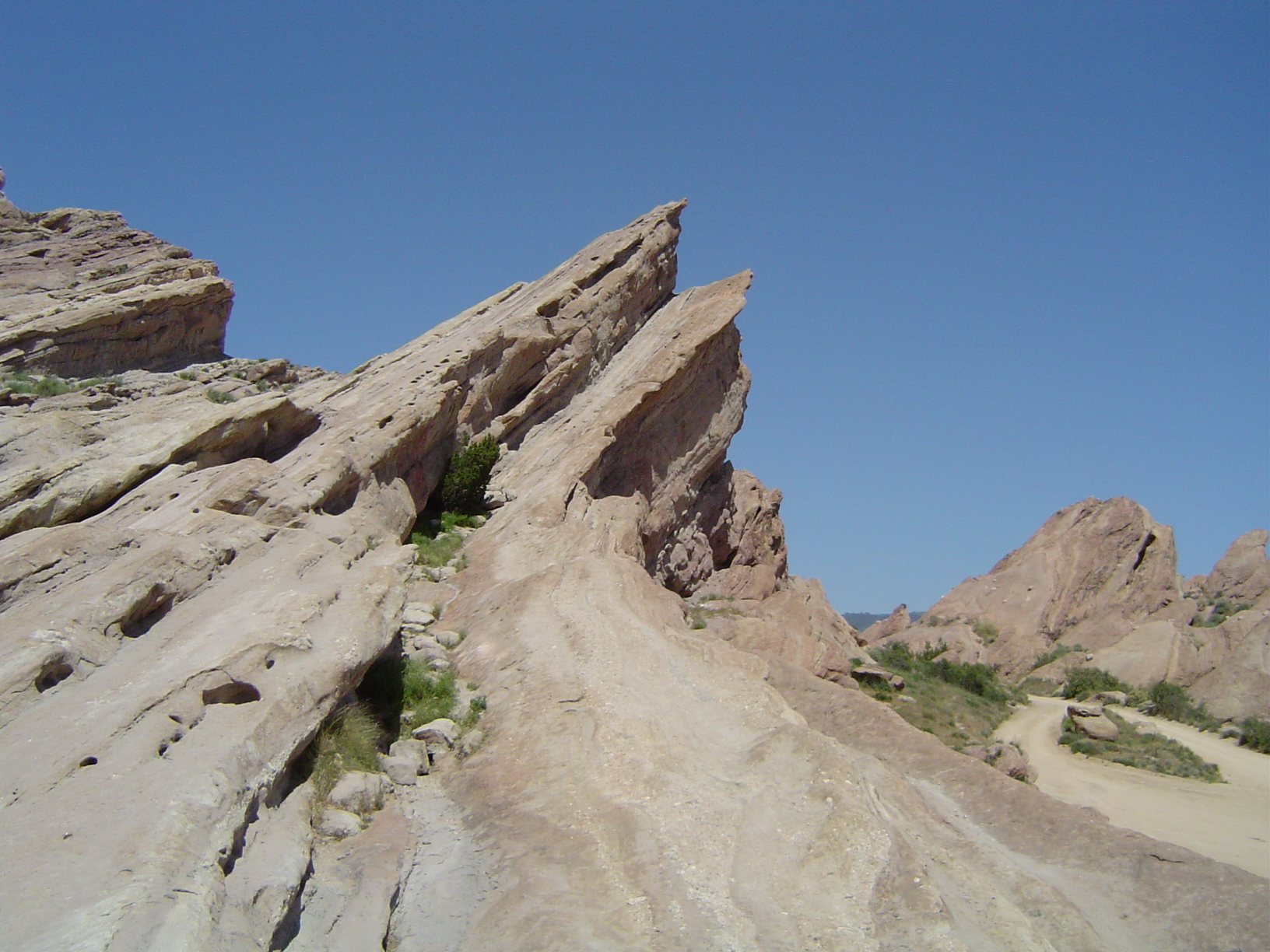
w:en:Vasquez Rocks
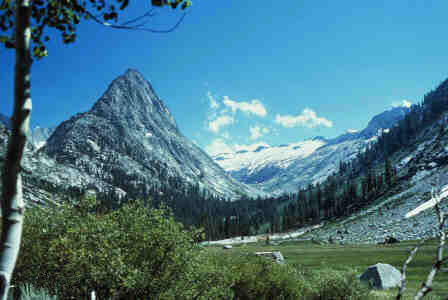
キングズ・キャニオン国立公園
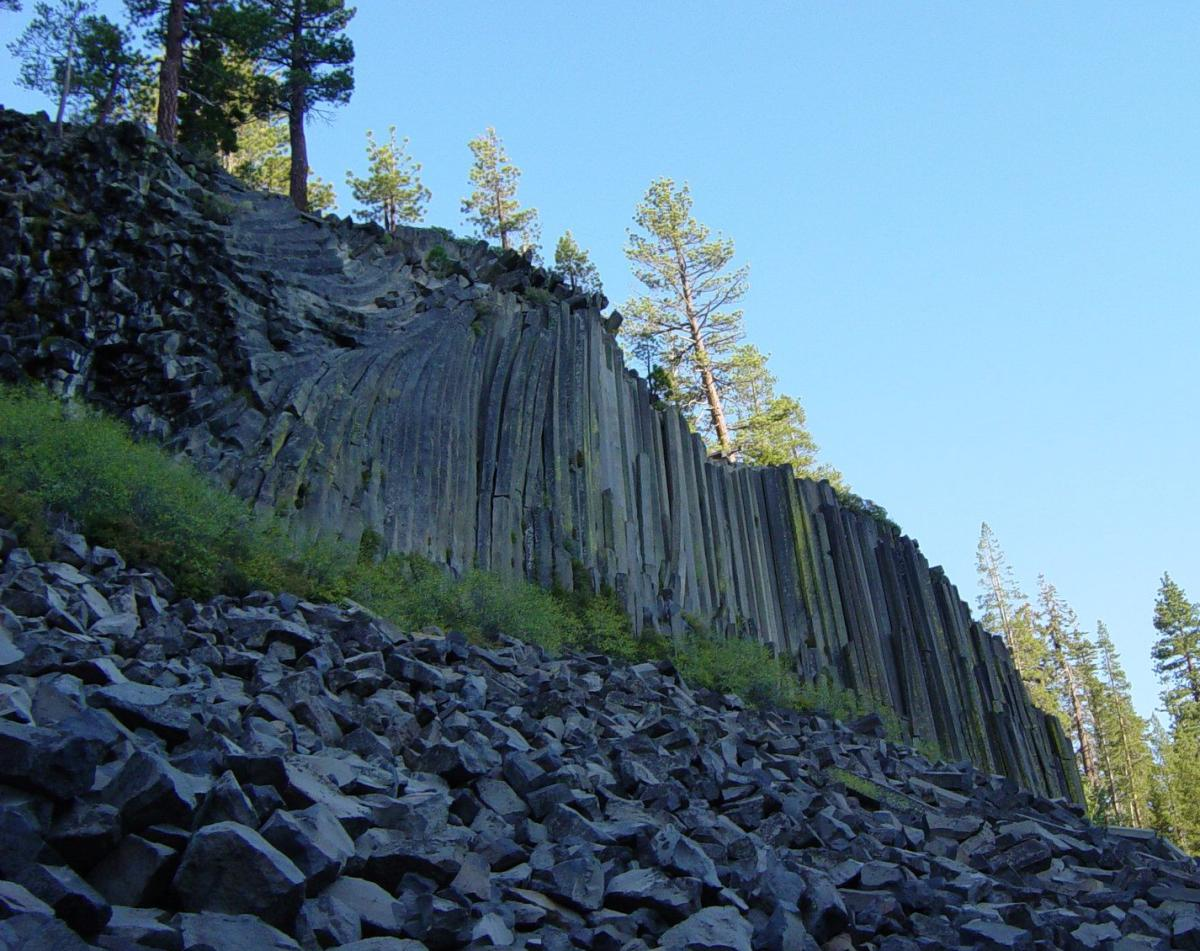
w:en:Devils Postpile National Monument
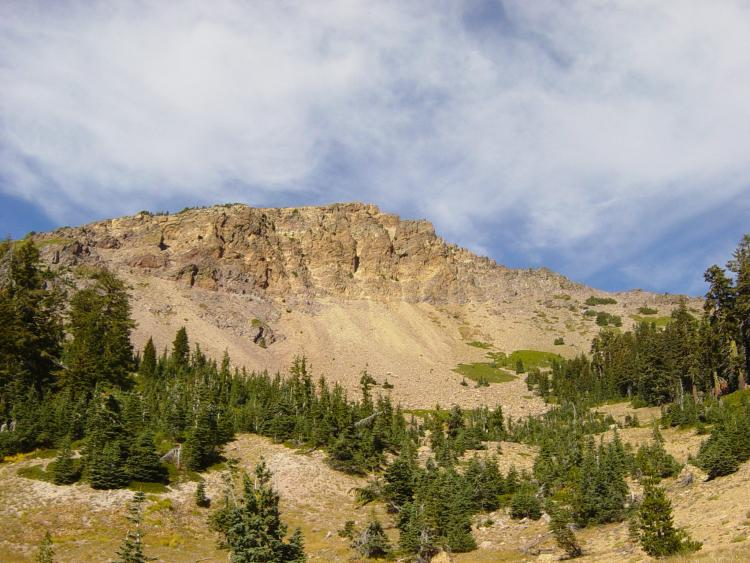
ラッセン火山国立公園
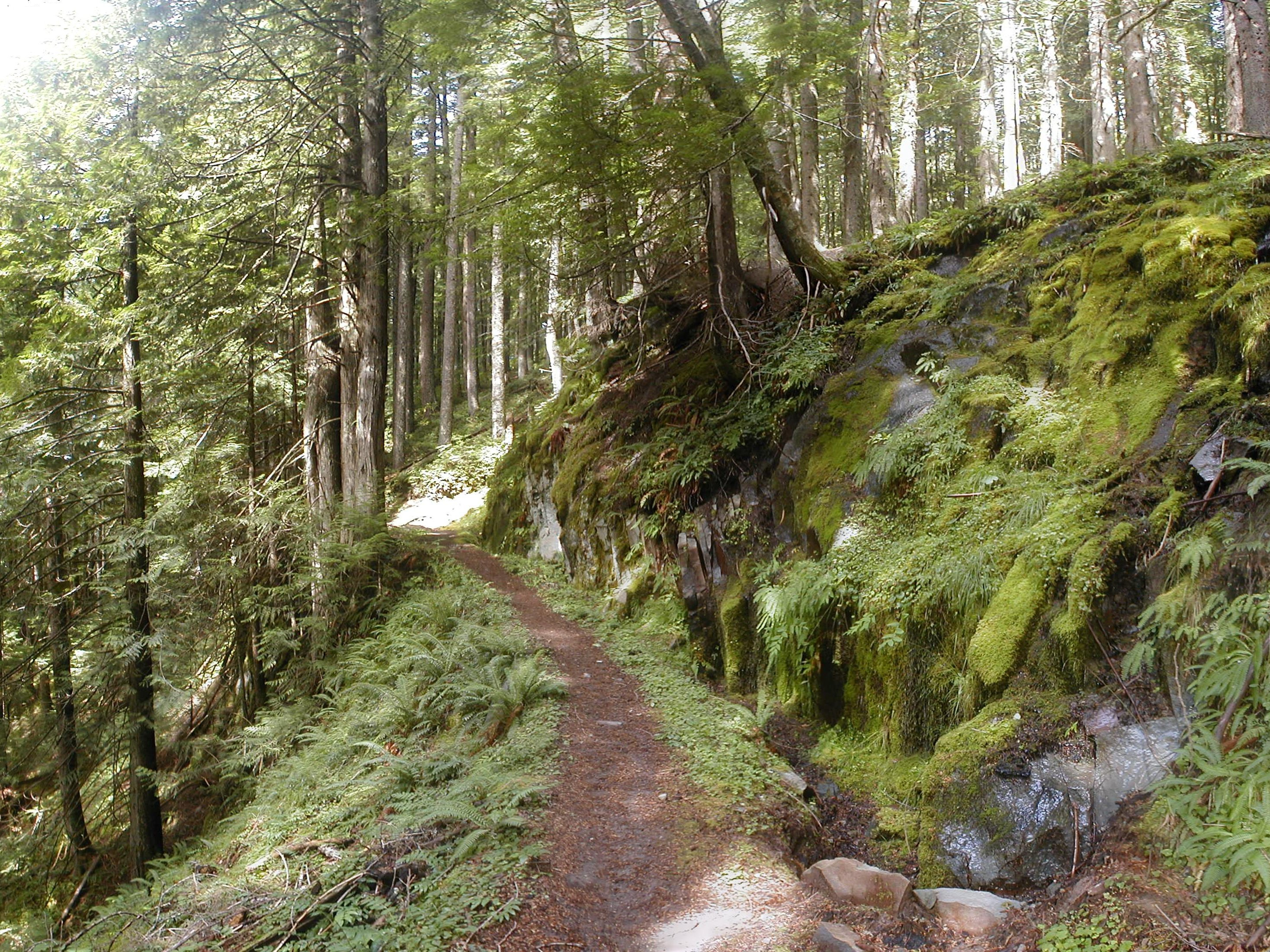
w:en:Mount Hood Wilderness
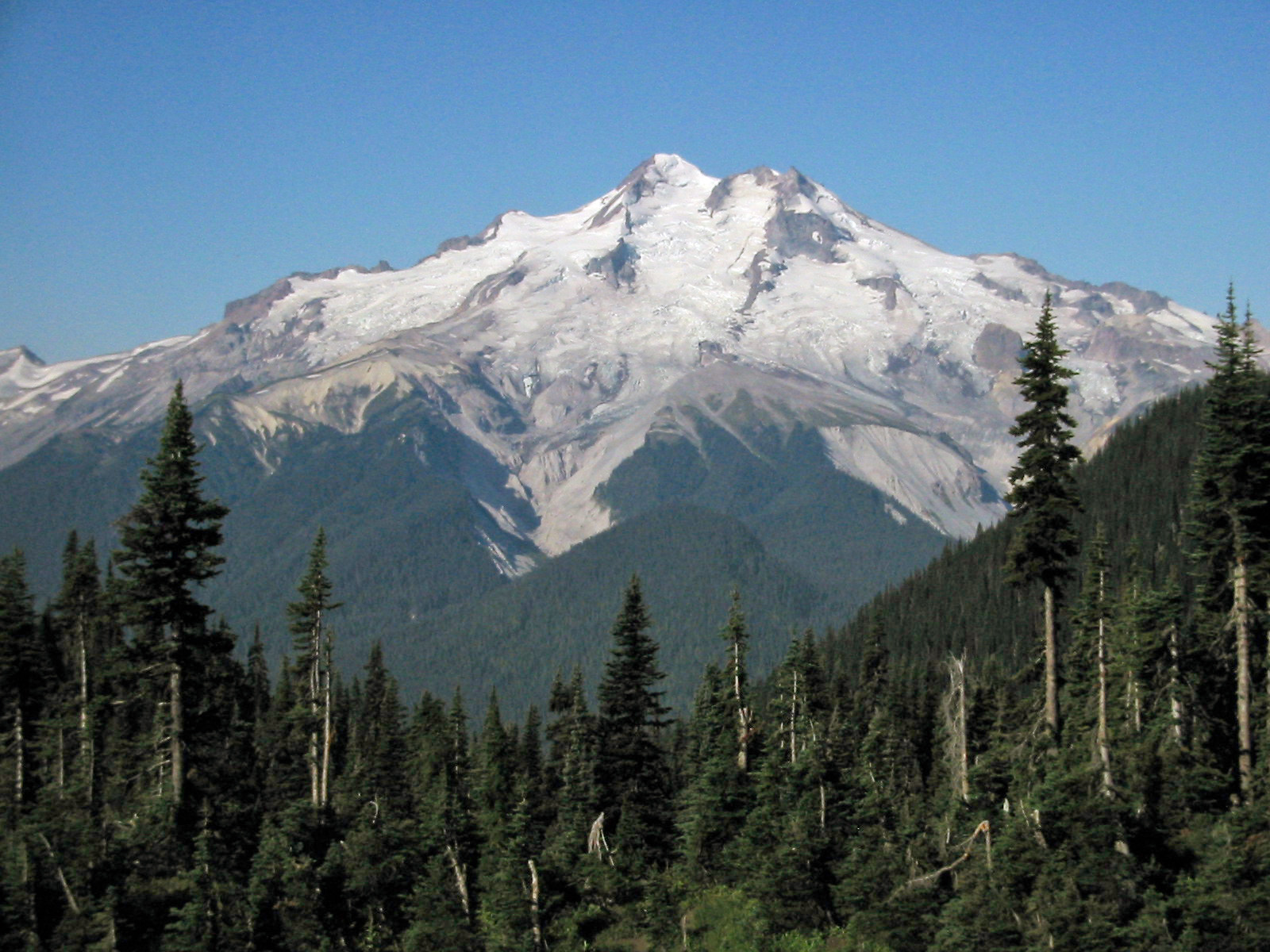
w:en:Glacier Peak Wilderness
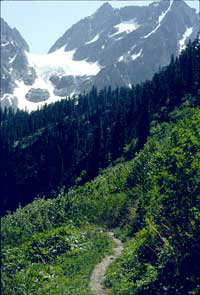
ノース・カスケード国立公園